# Divize B 2011/2012
V soubojích 47. ročníku České Divize B 2011/2012 (jedna ze skupin 4. nejvyšší fotbalové soutěže) se utkalo 16 týmů dvoukolovým systémem podzim - jaro. Tento ročník začal v pátek 12. srpna 2011 úvodním zápasem 1. kola a skončil v sobotu 16. června 2012 závěrečnými čtyřmi zápasy 30. kola..

## Nové týmy v sezoně 2011/12
- Z ČFL 2010/11 nesestoupilo do Divize B žádné mužstvo.
- Z Přeboru Ústeckého kraje 2010/11 postoupila mužstva FK Baník Souš (1. místo), FK Slavoj Žatec (2. místo) a FK Chmel Blšany (3. místo).
- Z Přeboru Středočeského kraje 2010/11 postoupila mužstva SK Zápy (1. místo) a FK Neratovice-Byškovice (3. místo).
- Z Divize A byly přeřazeny týmy SK Motorlet Praha a FK Litol.

## Kluby podle krajů
- Praha (4): SK Motorlet Praha, FK Meteor Praha VIII, FK Slavoj Vyšehrad a FC Přední Kopanina
- Středočeský (5): SK Viktorie Jirny, SK Zápy, FK Neratovice-Byškovice, FK Litol a SK Union Čelákovice
- Ústecký (6): Sokol Brozany, FK Slavoj Žatec, SK Stap-Tratec Vilémov, FK Baník Souš, FK Teplice B a FK Chmel Blšany.
- Liberecký (1): PFC Český Dub.

## Konečná tabulka
Zdroj:
| Poř. | Tým                         | Z  | V  | R | P  | VG  | OG  | B  |
| ---- | --------------------------- | -- | -- | - | -- | --- | --- | -- |
| 1.   | SK Viktorie Jirny           | 30 | 26 | 1 | 3  | 115 | 32  | 79 |
| 2.   | SK Zápy (N)                 | 30 | 21 | 4 | 5  | 67  | 24  | 67 |
| 3.   | SK Motorlet Praha           | 30 | 20 | 3 | 7  | 74  | 35  | 63 |
| 4.   | FK Meteor Praha VIII        | 30 | 17 | 5 | 8  | 66  | 36  | 56 |
| 5.   | SK Sokol Brozany            | 30 | 17 | 2 | 11 | 65  | 36  | 53 |
| 6.   | FK Slavoj Žatec (N)         | 30 | 17 | 2 | 11 | 54  | 46  | 53 |
| 7.   | FK Slavoj Vyšehrad          | 30 | 16 | 3 | 11 | 60  | 43  | 51 |
| 8.   | SK Vilémov                  | 30 | 15 | 4 | 11 | 59  | 43  | 49 |
| 9.   | FK Baník Souš (N)           | 30 | 13 | 5 | 12 | 64  | 63  | 44 |
| 10.  | FK Neratovice-Byškovice (N) | 30 | 9  | 7 | 14 | 34  | 46  | 34 |
| 11.  | FK Litol                    | 30 | 9  | 6 | 15 | 42  | 81  | 33 |
| 12.  | FK Teplice B                | 30 | 9  | 5 | 16 | 64  | 62  | 32 |
| 13.  | SK Union Čelákovice         | 30 | 8  | 6 | 16 | 39  | 68  | 30 |
| 14.  | FC Přední Kopanina          | 30 | 7  | 4 | 19 | 29  | 64  | 25 |
| 15.  | PFC Český Dub               | 30 | 2  | 6 | 22 | 23  | 88  | 12 |
| 16.  | FK Chmel Blšany (N)         | 30 | 1  | 3 | 26 | 23  | 111 | 6  |

Poznámky:
- Z = Odehrané zápasy; V = Vítězství; R = Remízy; P = Prohry; VG = Vstřelené góly; OG = Obdržené góly; B = Body; (S) = Mužstvo sestoupivší z vyšší soutěže; (N) = Mužstvo postoupivší z nižší soutěže (nováček)
- Mužstvo SK Viktorie Jirny zvítězilo v soutěži, avšak postup přenechalo týmu SK Zápy.

|  | Postup do ČFL 2012/13                     |
|  | Sestup do Přeboru Ústeckého kraje 2012/13 |